# Sièges réservés (Iran)
 (novembre 2015).
Si vous disposez d'ouvrages ou d'articles de référence ou si vous connaissez des sites web de qualité traitant du thème abordé ici, merci de compléter l'article en donnant les références utiles à sa vérifiabilité et en les liant à la section « Notes et références ».
Téhéran
À la suite de la révolution constitutionnelle de 1906 en Iran, un parlement (majlis) est mis sur pied et inclut, comme c'était déjà le cas pour son homologue ottoman depuis 1876, des sièges réservés pour les minorités religieuses reconnues (gens du Livre) : chrétiens, juifs et zoroastriens.
La nouvelle constitution iranienne mise en place à la suite de la révolution islamique de 1979 reprend l'idée, et dans chacun des 7 majlis élus depuis 1980 pour 4 ans siègent ainsi 2 chrétiens arméniens, 1 chrétien assyrien (ou assyro-chaldéen), 1 juif et 1 zoroastrien. En 2004 un député arménien d'Iran estimait la part des minorités à 100 000 chrétiens, 60 000 zoroastriens et 25 000 juifs sur 70 millions d'habitants.
Les 70 000 Iraniens hindouistes ne sont pas représentés, car ils sont d'ethnies perse et baloutche, et du fait qu'ils ne sont pas gens du Livre, et du fait que cette religion n'est pas originaire d'Iran (elle vient d'Inde). Cependant, les Iraniens hindouistes sont représentés dans les administrations locales. Les Hindouistes iraniens pourraient avoir un député dans un avenir proche, car les relations diplomatiques et commerciales avec l'Inde sont de plus en plus importantes, surtout après la levée des sanctions des Nations unies. Cependant, l'Inde n'a pas fait de demande en ce sens, même si l'hindouisme est la religion majoritaire en Inde, car l'Inde est un pays laïc et séculier, où la liberté religieuse est inscrite dans sa constitution.
À plusieurs reprises, le député juif Maurice Motamed est intervenu à la tribune pour protester contre des scènes et des propos antisémites dans des séries télévisées iraniennes ou diffusées en Iran, et même, en octobre 2003, contre une diatribe antijuive d'un collègue, obtenant le soutien du président du majlis et des excuses de la part dudit collègue.
Il a également été très actif et a convaincu ses collègues en 2002 dans le débat sur le « prix du sang », l'indemnité à verser par l'auteur d'un crime à la famille de la victime. Le « prix du sang » (18 750 $ U.S.) était en effet moitié moindre lorsque la victime n'était pas musulmane ou n'était pas de sexe masculin. Cette situation, du moins pour les hommes non musulmans, aurait dû prendre fin à la suite d'un vote du majlis en novembre 2002, approuvé par l'Ayatollah Ali Khamenei, mais rejeté à deux reprises par le Conseil des Gardiens de la Révolution. En fin de compte, les trois autorités suprêmes du pays se sont accordées en 2004 pour passer outre cet avis négatif.
Il reste encore de nombreuses discriminations envers les citoyens iraniens non musulmans que leurs députés tentent de faire supprimer, notamment en ce qui concerne l'accès aux emplois dans la fonction publique et dans l'enseignement, y compris pour les écoles des minorités, la faculté de témoigner devant un tribunal islamique ou les règles en matière d'héritage.
Les députés des minorités religieuses assument par ailleurs les mêmes prérogatives que leurs collègues musulmans, les Dr. Dravidian et Dabestani faisaient ainsi partie en 2004 de la commission de la Santé.

## Liste des députés iraniens représentant les minorités religieuses
| Date | Chrétiens (Arméniens)                                              | Chrétiens (Assyriens) | Juifs             | Zoroastriens       |
| ---- | ------------------------------------------------------------------ | --------------------- | ----------------- | ------------------ |
| 1980 |                                                                    |                       |                   |                    |
| 1984 |                                                                    |                       |                   |                    |
| 1988 |                                                                    |                       |                   |                    |
| 1992 |                                                                    |                       |                   |                    |
| 1996 | Vartan Vartanian, Artavaz Baghumian                                | Shamshoon Maqsudpour  | Manouchehr Elyasi | Parviz Rezvani     |
| 2000 | Levon Davidian, Georgik Abrahamian                                 | Younatan Botkilia     | Maurice Motamed   | Khosro Dabestani   |
| 2004 | Kevork Vartan (Téhéran et Nord), Robert Beglarian (Ispahan et Sud) | Younatan Botkilia     | Maurice Motamed   | Kurosh Niknam      |
| 2008 | Kevork Vartan, Robert Beglarian,                                   |                       | Ciamak Moresadegh | Esfandiar Ekhtiari |
| 2012 | Karen Khanlari                                                     |                       | Ciamak Moresadegh | Esfandiar Ekhtiari |